# Die letzte Etappe (1934)
Die letzte Etappe, auch bekannt unter den Titeln Karten des Schicksals und Das große Spiel ist ein französischer Spielfilm aus dem Jahre 1934 von Jacques Feyder.

## Handlung
Im Zentrum des Geschehens steht der junge Franzose Pierre Martel, ein schmucker Mann aus gutem Hause. Aus Liebe zu der ebenso schönen wie berechnenden und herzenskalten Florence hat er sich immer mehr verschuldet und sich und seiner Familie Schande gemacht. Nun sieht er keinen anderen Ausweg mehr, als sich dem familiären Druck zu beugen und in die Fremdenlegion einzutreten. Nachdem die Familie seine Schulden beglichen hat, verpflichtet er sich für insgesamt fünf Jahre zu diesem harten Dienst in der heißen Fremde. In Afrika will er unter dem Namen Pierre Muller ein neues Leben beginnen. Von einem Einsatz im tiefsten Hinterland zum Stützpunkt zurückgekehrt, lernt er eines Tages in dem Lokal, in dem die Legionäre regelmäßig verkehren, die Prostituierte Irma kennen. Ihr Gesicht gleicht dem seiner Florence vom Gesicht. Lediglich die Haarfarbe und die Stimme sind eine andere: während Florence eine Blondine ist, besitzt Irma braunes Haar. Auch vom Charakter unterscheiden sich beide Frauen. Irma ist ein liebes und recht anhängliches Geschöpf.
Während sich das Bataillon vom Einsatz erholt, erfährt Pierre, dass Irma seit einer Schussverletzung am Kopf nichts mehr von ihrem früheren Leben weiß. Tief im Innern glaubt Pierre, dass es sich bei Irma um Florence handeln muss, und er entwickelt bei diesem Gedanken geradezu eine Obsession. Pierre verschafft Irma schließlich eine Anstellung bei Madame Blanche, die das ortsansässige Hotel betreibt und nebenbei als Kartenlegerin leichtgläubigen Soldaten die Zukunft voraussagen will. Blanches Mann Clément ist ein alter Lüstling, der die Gelegenheit beim Schopfe ergreift und nun fortan Irma nachstellt, ja sie sogar massiv bedrängt. Eines Tages gerät Pierre dazwischen und bringt Clément in einem Streit um – so wie es Madame Blanches Karten einst prophezeit haben. Blanche ist über ihren Verlust nicht sonderlich traurig – ihr Mann war ein dauergeiler Nichtsnutz – und tarnt diese Tötung in Notwehr als Unfall.
Nach dem Ende seiner langen Dienstzeit will Pierre schließlich in die Heimat zurückkehren, haben Madame Blanches Karten ihm eine Erbschaft und damit finanzielle Unabhängigkeit vorhergesagt. Irma folgt ihm auf diesen Weg. Pierre hat Florence noch immer nicht vergessen, als er ihr am Abend vor der Einschiffung in Casablanca zufällig begegnet. Inzwischen hat sie sich einen weiteren Gönner geangelt und ist die Geliebte eines wohlhabenden Arabers geworden. Diese Begegnung wird zur größten denkbaren Ernüchterung: Florence macht ihm endgültig klar, dass sie nichts von ihm will, und er selbst erkennt, dass er Irma nie wirklich geliebt hatte, sondern in ihr stets nur die Wunschvorstellung einer anderen Florence. Pierre schickt daher Irma nach Marseille vor, während er sich selbst, desillusioniert und des Lebens im wortwörtlichen Sinne müde, wieder zur Fremdenlegion meldet, die ihm in den vergangenen Jahren eine neue Heimat geworden ist. Schließlich stirbt Pierre als tapferer Soldat bei einem Kampfeinsatz – genauso wie es einst die von Madame Blanche gelegten Karten, dem „großen Spiel“, vorhergesagt hatten.

## Produktionsnotizen
Die Außendrehs zu Die letzte Etappe fanden bis Oktober 1933 in Französisch-Marokko statt, anschließend fertigte Feyder in den Filmstudios die Atelieraufnahmen an. Die Uraufführung war am 2. Mai 1934 in Paris. Am 10. Oktober desselben Jahres lief der Film unter der wortwörtlichen Übersetzung Das große Spiel auch in Wien an. In Deutschland wurde Die letzte Etappe erstmals am 20. Mai 1977 im NDR-Fernsehen gezeigt.
Die französische Fremdenlegion soll sich bei den Dreharbeiten in Marokko als nicht kooperativ gezeigt haben, sodass die Aufnahmen mit den Legionären weitgehend dokumentarischer Natur sind.
Die Filmbauten schuf Lazare Meerson, Marcel Carné diente Feyder als einer von zwei Regieassistenten.
1953 schuf Robert Siodmak ein mittelmäßiges Remake dieses Films mit Gina Lollobrigida, Arletty und Peter van Eyck in den Hauptrollen, der in Deutschland unter demselben Titel „Die letzte Etappe“ lief.

## Kritiken
Die zeitgenössischen Kritiker lobten einerseits das Spiel einiger Darsteller und auch die Regie, bemängelt wurde jedoch immer wieder die Geschichte und das (wenig originelle) Drehbuch.
In ihrer ersten Besprechung des Films unmittelbar nach der Uraufführung schrieb die Österreichische Film-Zeitung: „Le Grand Jeu (Das große Spiel) (…) zeichnet sich durch hervorragende Qualität aus. (…) Der Film schildert das Milieu der Fremdenlegion ohne Schönfärberei so wie es ist, in seiner packenden Wirklichkeit. Marie Bell als Darstellerin der Doppelrolle Florence und Irma bietet eine großartige Leistung (…) Ein interessanter, sehenswerter Film.“ Nachdem Le grand jeu in Wien angelaufen war, hieß es in derselben Publikation, Ausgabe vom 13. Oktober 1934 auf Seite 5: „Jacques Feyder hat den Film (…) mit bezwingend echter Erfassung des afrikanischen Milieus inszeniert. Pierre Richard-Willm weiß in der Rolle des jungen Legionärs zu überzeugen. Françoise Rosay ist unübertrefflich als Madame Blanche. In jeder ihrer Bewegungen liegt das ganze bittere Wissen um das enervierende Leben mit seiner Brutalität und Vergeblichkeit in der glühend heißen afrikanischen Kleinstadt.“
Die Wiener Zeitung vom 11. Oktober 1934 lobte vor allem das Spiel der Rosay: „Françoise Rosay; eine Schauspielerin, die durch jede Geste, jedes Wort ein Erlebnis vermittelt. So wird vom rein darstellerischen Gesichtspunkt die Nebenrolle zum überragenden Eindruck. Eigenartig ist ja, daß nahezu in jedem französischen Film die Episodisten die schauspielerische Note und Qualität bestimmen. Dagegen scheinen die Hauptdarsteller weniger aus eigenem, als aus den Geboten der Regie zu schöpfen. So auch hier. Trotzdem vermag Marie Bell ihre Doppelrolle überzeugend zu gestalten. (…) Überhaupt hat sich dieser Film, der in den Filmfestwochen preisgekrönt wurde, seine Prämie nicht des Manuskripts halber verdient – das keineswegs aus dem Rahmen dieser Art Filme fällt – sondern lediglich seiner rein stimmungsmäßigen Gestaltung wegen. Hier blieb der Regisseur nicht am Äußerlichen haften, er vermochte Empfindungen zu vermitteln, es gelang ihm, nicht nur den Blick und die Aufmerksamkeit des Zuschauers zu fesseln, sondern auch sein Herz gefangen zu nehmen.“
Am selbigen Tag kam Wiens Neue Freie Presse zu folgendem Urteil: „Ein in jeder Hinsicht echt französischer Film. Voller Temperament, Leidenschaft und Sentiment, dazwischen Leichtsinn, derber Humor, grelle Erotik und vor allem sehr viel Liebe: empfindsam schmerzliche und leidende Liebe, die wichtiger ist als alles, die beglückt und zugrunderichtet. Also das ewige Grundmotiv so vieler französischer Romane und Theaterstücke, das hier filmmäßig in einem oft verwendeten, aber immer wieder effektvoll wirksamen Milieu abgewandelt wird: die Fremdenlegion. (…) Ein Geschichte, die man als Roman nicht unbedingt lesen möchte, die aber starke Filmqualitäten hat, die die Regie Feyders etwas langsam und breit, aber eindringlich herausarbeitet: große menschliche Duoszenen und noch eindrucksvollere stumme Momente. Alle Rollen gut charakteristisch besetzt, mit Darstellern, die von der gefälligen Schablone abweichen. (…) Vor allem aber Marie Bell in der schwierigen Doppelrolle. Sie spielt wirklich zwei ganz verschiedene weibliche Menschen, verschieden in Stimme, Bewegung und Ausdruck. (…) Auch im Optischen ein sehenswerter Film: durch die Straßen und die Landschaftsbilder und den Blick in die zweifelhaften Freuden des afrikanischen Nachtlebens.“
Georges Sadoul schrieb: „Der große Regisseur hatte in Hollywood fünf Jahre verloren, in denen es ihm nicht gestattet war, sich über die kommerzielle Produktion zu erheben. Nach der Rückkehr in die Alte Welt schuf er 1934 Le grand Jeu (Das große Spiel). Das Drehbuch von Spaak und Feyder ist veraltet; die Fremdenlegionäre, ihre Liebesaffären und ihre Streitigkeiten sind – und waren schon damals – Requisiten des Schauerdramas. Aber die erfindungsreiche Fabel, die auf einem falschen Wiedererkennen beruht, diente vor allem dazu, die Realität des kolonialen Lebens zu zeichnen: die Kneipen, den Absinth, die fettigen Spielkarten, die Hitze, die Fliegen, das billige Abenteuer, die Verrohung. Das Werk handelt hauptsächlich von Gescheiterten und Verkommenen, wie sie bald zu den Lieblingshelden des französischen Films wurden.“
Für Kay Wenigers Das große Personenlexikon des Films waren Feyders gefeierte Inszenierungen Le grand jeu und Pension Mimosas „sozial engagierte Gesellschaftsbetrachtungen mit fatalistisch-pessimistischen Grundtendenzen“.

## DVD-Veröffentlichungen
- Le Grand jeu (Pathé Classique). Pathé, Paris 2007 (französisches Original mit optionalen französischen Untertiteln).
- Le Grand jeu (Eureka – Masters of Cinema Series #68). Eureka Entertainment, London 2010 (französisches Original mit optionalen englischen Untertiteln).